# Макдоналд (окръг)
Вижте пояснителната страница за други значения на Макдоналд.
Окръг Макдоналд (на английски: McDonald County) е окръг в щата Мисури, Съединени американски щати. Площта му е 1399 km², а населението - 21 681 души (2000). Административен център е град Пайнвил.